# Kaya (cantante)
Kaya (Kaya o 迦夜?; Prefettura di Tokushima, 17 luglio 1980) è un cantante e produttore discografico giapponese di genere visual kei appartenente alla corrente tanbi-ha (耽美派?).
È noto per la sua musica fortemente influenzata da elementi elettronici (eredità delle precedenti band in cui ha militato) e per il look femminile costruito con vistosi abiti principeschi. Kaya ha fatto parte dell'ensemble teatrale Node of Scherzo insieme ad altri artisti visual giapponesi come KAMIJO dei Versailles.

## Biografia
Kaya è nato nell'isola di Shikoku; il vero nome, secondo fonti non ufficiali Tatsuya Kasei, non è mai stato annunciato ufficialmente, ma tuttavia l'artista ha dichiarato che il suo nome d'arte è una storpiatura di quello vero. A tre anni, durante un concorso di karaoke tenutosi nella città natale, canta Pusan kō e kaere (釜山港へ帰れ? "Torniamo al porto di Pusan"), una popolare canzone coreana, e decide da quel momento di diventare un cantante. Comincia quattordicenne a prendere lezioni di pianoforte e comporre canzoni, ma abbandona lo studio dello strumento intorno ai diciassette anni essendo molto impegnato con l'attività della band in cui suonava, i Meties. Milita nella label indie locale LAST CHILD della MTR (guidata da Yū, attuale chitarrista dei Merry), per poi spostarsi nella capitale Tokyo dove si unisce agli ISOLA.
Nel 2002 incontra il musicista Hora e con lui fonda i Rudolf Steiner: Kaya (che al tempo si faceva chiamare Principessa (姫 Hime?) si occupa dei testi e del canto ed Hora delle musiche e degli arrangiamenti. Successivamente Mana (chitarrista e membro fondatore delle band MALICE MIZER ed, attualmente, Moi dix Mois) diventa il produttore del duo, che cambia nome in Schwarz Stein (tedesco per "pietra nera"); anche Kaya cambia nome passando da Hime a quello attuale su precisa richiesta di Mana. In due anni di intensa attività gli Schwarz Stein incidono due singoli e due album, partecipano a concerti, cantano ad eventi organizzati da riviste musicali ed affrontano un tour nazionale. Nel 2004 gli Schwarz Stein si sciolgono ed il duo si divide per affrontare carriere soliste: Hora si dedica a sperimentazioni elettroniche tendenti all'industrial ed alla trance, mentre Kaya (sciolto il contratto con l'etichetta Midi:Nette di Mana) si prende due anni di pausa per approfondire le sue concezioni musicali tendenti ad una forte estetizzazione del cantato, dell'apparire e del gesto teatrale.
Nel 2006 ricomincia l'attività come cantante inizialmente per un disco insieme a Hora firmato another cell, e successivamente come solista, occupandosi personalmente anche della produzione (fondando la sua label indipendente Träumerei). Continua inoltre la collaborazione con Hora, che firma le musiche di alcune sue canzoni. Il lavoro di ricerca svolto durante il periodo d'inattività lo porta a scrivere inusuali canzoni house e dance dai testi bizzarri, accompagnate da coreografie in cui si fondono con naturalezza elementi disco con momenti di recitazione drammatica, ed il tutto eseguito indossando vestiti femminili di ispirazione rococò-romantica affini alla moda gothic lolita. Il successo della sua musica nella nicchia indipendente lo porta a firmare nel 2008 un contratto con la major next music (nota anche come next media communications e sussidiaria della Universal). Tuttavia,  la label chiude i battenti l'anno successivo e Kaya viene temporaneamente trasferito alla Polystar per l'uscita del singolo Ophelia. Dal 2010 Kaya torna alla produzione indipendente con la Träumerei.

## Project Members
Kaya generalmente si esibisce sul palco da solo con basi pre-registrate, combinando spesso il canto a semplici coreografie di danza. Tuttavia, per i concerti più importanti le performance diventano spettacoli elaborati e molto teatrali a cui prendono parte l'artista e diversi suoi collaboratori, definiti Kaya Project Members. Più numerosi durante il periodo major, il numero dei collaboratori si è ridotto drasticamente dopo i problemi avuti dalla sua label next media communications.
- YUI (YUI?) (dal 2006) - ballerino
- OCHI (OCHI?) (dal 2006 al 2009) - ballerino
- Ryōshin (良心?) (dal 2006) - ballerino
- Hiroyuki (Hiroyuki?) (dal 2008) - ballerino
- KITTY (KITTY?) (dal 2008) - ballerino
- Ayano (Ayano?) (dal 2008) - ballerino
- YASU (YASU?) (dal 2006 al 2007) - ballerino
- Girlie (ギャリィ?) (dal 2006) - crossdresser
- Silvia (シルバ?) (dal 2007) - crossdresser
- Amanda (アマンダ?) (dal 2007) - crossdresser
- Lil' Grand Bitch (リル・グランビッチ?) (dal 2008) - crossdresser
- Veronica (ヴェロニカ?) (dal 2008) - crossdresser
- Ushiko Matsusaka (松阪牛子?) (dal 2006 al 2007) - crossdresser
- Scarlet (スカーレット?) (dal 2006 al 2007) - crossdresser

## Discografia
Le specifiche sono indicate fra parentesi "()", eventuali note sono indicate dopo il punto e virgola ";".

### Album

#### Album originali
- 27/12/2006 - GLITTER
  - 16/07/2008 - GLITTER; remake dell'omonimo album
- 20/04/2011 - QUEEN
- 04/12/2013 - GOTHIC

#### Mini-album
- 11/07/2007 - Hyakkiyagyō (百鬼夜行?)
- 18/02/2009 - Bonjour! Chanson (ボンジュール！シャンソン?, Bonjūru! Shanson)
- 27/12/2009 - Kaya Remix vol.1 K; raccolta di remix

### Singoli
- 28/06/2006 - Kaleidoscope
- 06/09/2006 - Masquerade
- 04/04/2007 - Ōka ryōran (桜花繚乱?)
- 31/10/2007 - Carmilla
- 23/04/2008 - Chocolat (ショコラ?, Shokora)
- 24/12/2008 - Last Snow
- 22/07/2009 - Ophelia
- 28/07/2010 - Awilda
- 22/12/2010 - Madame Rosa no shōkan (マダムローザの娼館?, Madamu Rōza no shōkan)
- 25/01/2012 - Vampire requiem
- 20/06/2012 - SALOME
- 12/12/2012 - Nocturne

### Videografia
- 20/08/2008 - Salon de Chocolat (DVD); live

## Vita privata
Kaya ha due sorelle maggiori e un fratello minore. La più giovane delle sorelle, Nomico, è una doppiatrice e cantante di sigle per anime.
Kaya è un grande amante dei musical, in particolare di Tutti insieme appassionatamente e My Fair Lady.